# Die Jungs vom Bahnhof Zoo
Die Jungs vom Bahnhof Zoo ist ein deutscher Dokumentarfilm von Rosa von Praunheim aus dem Jahr 2011 über die Stricher-Szene in Berlin und männliche Armutsprostitution.

## Handlung
Anhand von Interviews mit Männern, die anschaffen oder angeschafft haben, werden Lebensrealitäten männlicher Prostituierter aufgezeigt. Zudem gibt der Film Einblick in die Berliner Stricher-Szene. Der Film bleibt wertfrei und objektiv und zeichnet die Stricher-Szene als gesellschaftliches Submilieu, welches sowohl von tragischen Schicksalen als auch von Alltäglichkeiten und Routinen geprägt ist. Nicht nur der Verkauf von sexuellen Diensten wird thematisiert, sondern auch andere mutmaßlich mit der männlichen Armutsprostitution verbundene Aspekte wie sexuell übertragbare Erkrankungen, psychische Belastungen, Drogenabhängigkeit und Kriminalität. Die Protagonisten formulieren ebenso positiv empfundene Aspekte wie Freundschaft und Zuflucht. Auch Streetworker, Gastwirte  von Stricher-Lokalen, die der Anbahnung sexueller Kontakte dienen, und Freier, zum Beispiel der österreichische Schauspieler und Regisseur Peter Kern, kommen zu Wort.

## Notizen
Der TV- und Kinofilm hatte 2011 seine Uraufführung bei den Internationalen Filmfestspielen von Berlin und wurde unter anderem im selben Jahr beim Festival Internacional de Cine en Guadalajara, beim Internationalen Independent-Film Festival Buenos Aires sowie auf LGBT-Filmfestivals in Lissabon, Kopenhagen, Belgrad und Vilnius gezeigt. Im Fernsehen wurde Die Jungs vom Bahnhof Zoo erstmals 2011 im RBB ausgestrahlt und seitdem über 25 Mal im öffentlich-rechtlichen Fernsehen wiederholt.
Von Praunheim arbeitete bei der Entstehung des Films mit Streetworkern der Einrichtung Hilfe-für-Jungs in Berlin zusammen, die sozialpädagogische, psychologische und medizinische Angebote für Jungen und Männern macht, die anschaffen.

## Rezeption
Der Erfolg im Kino wurde von sehr guten Kritiken begleitet: „Ohne die Protagonisten auf ‚Exempel‘ sozialer Probleme zu reduzieren oder den Straßenstrich zu romantisieren, gelingt ein glaubwürdig zwischen Nähe und kritischer Distanz balancierender, dabei jedes Pathos meidender Einblick in die Lebenswege der Protagonisten.“ (Filmdienst) „Praunheims Film ist ein facettenreiches, aufrichtiges Werk. Wer kann das in Deutschland: einen sozialkritischen Film machen, der zugleich den Atem von Jean Genet, John Rechy und Pasolini spüren lässt? Kino, das ist für Rosa von Praunheim Leben.“ (epd Film) Das Grimme-Institut urteilte anlässlich seiner Würdigung des Films mit einem Preis: „Von Praunheims Fragen sind klar und nicht suggestiv. Die überraschende Offenheit der Jungs lässt das Vertrauen erahnen, das der Regisseur bei ihnen genießt und das im Film nie missbraucht wird. Das trägt zur Authentizität in hohem Maße bei. In der spürbaren, menschlichen Nähe zu seinen Protagonisten, in der nichts beschönigenden aber unaufgeregten Beschreibung ihrer Lebenswelten liegt die große Leistung von Praunheims.“

## Auszeichnungen
- 2011: Nominierung für den Teddy Award[11]
- 2012: Grimme-Preis[12]
- 2013: Nominierung für den Jury-Award beim Merlinka Festival (hier: englischer Titel Rent Boys)[13]